# Erwin Sander
Pour les articles homonymes, voir Sander.
Erwin Sander (5 mars 1892 à Berlin - 7 décembre 1962 à Bamberg) est un Generalleutnant allemand qui a servi au sein de la Heer dans la Wehrmacht pendant la Seconde Guerre mondiale.
Il a été récipiendaire de la Croix de chevalier de la Croix de fer. Cette décoration est attribuée pour récompenser un acte d'une extrême bravoure sur le champ de bataille ou un commandement militaire avec succès.

## Biographie
Sander rejoint le 1er octobre 1910 le 20e régiment d'artillerie de campagne en tant que porte-drapeau. Il sert dans le 79e régiment d'artillerie de campagne pendant la Première Guerre mondiale. Il est également officier de batterie dans la 8e armée. 

## Décorations
- Croix de fer (1914)
  - 2e Classe
  - 1re Classe
- Croix de chevalier de l'Ordre royal de Hohenzollern avec glaives
- Insigne des blessés (1914)
  - en Noir
- Croix d'honneur pour combattants 1914-1918
- Agrafe de la Croix de fer (1939)
  - 2e Classe
  - 1re Classe
- Médaille du Front de l'Est
- Croix de chevalier de la Croix de fer
  - Croix de chevalier le 3 septembre 1942 en tant que Generalmajor et commandant de la 170. Infanterie-Division[1]